# Rocky Point (Washington, Cowlitz megye)
Rocky Point az Amerikai Egyesült Államok északnyugati részén, Washington állam Cowlitz megyéjében elhelyezkedő önkormányzat nélküli település.